# خيرسون

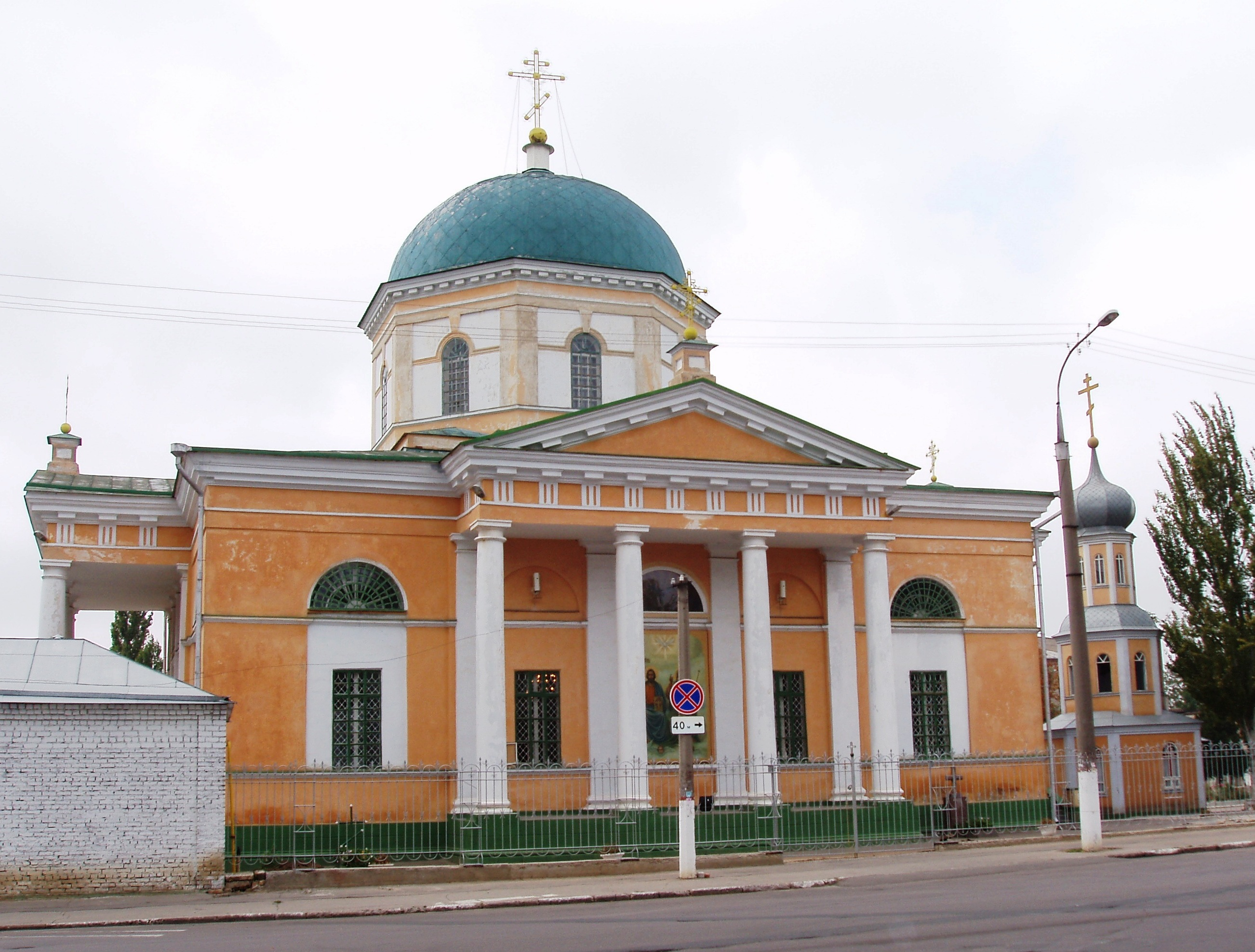
أحد كنائس المدينة

خِرسون أو (نقحرة: خيرسون) (بالأوكرانية والروسية: Херсон) كانت مدينة تابعة لأوكرانيا وأثناء الحرب الروسية الأوكرانية أصبحت تابعة لروسيا. خِرسون عاصمة مقاطعة خِرسون أوبلاست. تعد خِرسون ميناءً هاماً على البحر الأسود ونهر دنييبر، وأيضا مركزاً هاماً لصناعة بناء السفن. يبلغ عدد السكان 390.000 نسمة طبقا لإحصاء 2007.
تعد خيرسون أول مدينة أوكرانية تقع تحت السيطرة الروسية منذ بدء العملية العسكرية الروسية الأوكرانية.

## التاريخ
في عام 1737، خلال الحرب الروسية التركية (1735-1739)، تم بناء حصن لجيش الإسكندر «شانتس الروسي» على الضفة اليمنى لنهر دنيبر.
بعد الانتصار في الحرب الروسية التركية (1768-1774)، كانت هناك حاجة لبناء حوض لبناء السفن على البحر الأسود لبناء بحرية كاملة.  تم تنظيم رحلة استكشافية لتحديد المكان، بقيادة نائب الأدميرال «أي ان سينيافين»، قائد أسطول آزوف. كان هو الذي اقترح بناء هياكل السفن تحت ستار تحصين خندق ألكساندروفسكي، ثم خفضها إلى المصب، في منطقة ديب هاربور لتجهيزها بالبنادق والصواري وغيرها.  تمت الموافقة على خطة «سينيافين» بأعلى نسخة في ديسمبر 1775.

## المواصلات
ترتبط خِرسون بشبكة السكك الحديدية الوطنية في أوكرانيا.  توجد خدمات مسافات طويلة يومية إلى كييف ولفيف ومدن أخرى.
يخدم خِرسون مطار خِرسون الدولي الذي يوفر كلا من جواز السفر ومراقبة الجمارك. وهي تشغل مدرجًا خرسانيًا بطول 2500 × 42 مترًا، وتستوعب طائرات بوينج 737 وطائرة إيرباص 319/320 وطائرات هليكوبتر من جميع السلاسل.

## التعليم
في خِرسون، 77 مدرسة ثانوية بالإضافة إلى 5 كليات. وهناك 15 مؤسسة للتعليم العالي.
جامعة ولاية خِرسون للزراعة
جامعة ولاية خِرسون
جامعة خِرسون التقنية الوطنية
الجامعة الدولية للأعمال والقانون

## أهم المعالم السياحية
تم بناء كنيسة سانت كاترين في ثمانينيات القرن الثامن عشر، على ما يُفترض حسب تصميمات إيفان ستاروف، وتحتوي على قبر الأمير بوتيمكين.
المقبرة اليهودية - يوجد في خِرسون جالية يهودية كبيرة تأسست في منتصف القرن التاسع عشر. من عام 1959 حتى عام 1990 لم يكن هناك كنيس يهودي في خِرسون.  منذ ذلك الحين، نمت الحياة اليهودية وخِرسون وتطورتا في جو من السلام. ومع ذلك، عانت المقبرة اليهودية بانتظام من أعمال التخريب. وغطت القبور مرارا وتكرارا بالقمامة ودمرت شواهد القبور ودنست. في 6 أبريل 2012 ، حدث تخريب في المقبرة اليهودية في أحد أهم الأعياد في التقويم اليهودي، عيد الفصح.الحريق الذي تم إشعاله عمداً انتشر على الفور على مساحة حوالي 700 متر مربع وألحق أضراراً جسيمة بالقبور وشواهد القبور.
برج تلفزيون خِرسون - مبنى مشهور يقع في المدينة.
منارة ادزيوجول - هيكل صممه «في جي شاخوف» في عام 1911.

## المناخ
يظهر الجدول التالي التغييرات المناخية على مدار السنة لخِرسون:
| البيانات المناخية لـخيرسون                           | البيانات المناخية لـخيرسون | البيانات المناخية لـخيرسون | البيانات المناخية لـخيرسون | البيانات المناخية لـخيرسون | البيانات المناخية لـخيرسون | البيانات المناخية لـخيرسون | البيانات المناخية لـخيرسون | البيانات المناخية لـخيرسون | البيانات المناخية لـخيرسون | البيانات المناخية لـخيرسون | البيانات المناخية لـخيرسون | البيانات المناخية لـخيرسون | البيانات المناخية لـخيرسون |
| الشهر                                                | يناير                      | فبراير                     | مارس                       | أبريل                      | مايو                       | يونيو                      | يوليو                      | أغسطس                      | سبتمبر                     | أكتوبر                     | نوفمبر                     | ديسمبر                     | المعدل السنوي              |
| ---------------------------------------------------- | -------------------------- | -------------------------- | -------------------------- | -------------------------- | -------------------------- | -------------------------- | -------------------------- | -------------------------- | -------------------------- | -------------------------- | -------------------------- | -------------------------- | -------------------------- |
| الدرجة القصوى °م (°ف)                                | 15.2 (59.4)                | 18.6 (65.5)                | 22.7 (72.9)                | 32.0 (89.6)                | 37.7 (99.9)                | 39.5 (103.1)               | 40.5 (104.9)               | 40.7 (105.3)               | 36.4 (97.5)                | 32.0 (89.6)                | 21.8 (71.2)                | 17.2 (63.0)                | 40.7 (105.3)               |
| متوسط درجة الحرارة الكبرى °م (°ف)                    | 1.4 (34.5)                 | 2.3 (36.1)                 | 7.7 (45.9)                 | 15.7 (60.3)                | 22.4 (72.3)                | 26.5 (79.7)                | 29.3 (84.7)                | 28.9 (84.0)                | 22.9 (73.2)                | 15.6 (60.1)                | 7.6 (45.7)                 | 2.8 (37.0)                 | 15.3 (59.5)                |
| المتوسط اليومي °م (°ف)                               | −1.7 (28.9)                | −1.4 (29.5)                | 3.2 (37.8)                 | 10.1 (50.2)                | 16.2 (61.2)                | 20.4 (68.7)                | 22.9 (73.2)                | 22.3 (72.1)                | 16.7 (62.1)                | 10.4 (50.7)                | 4.1 (39.4)                 | −0.1 (31.8)                | 10.3 (50.5)                |
| متوسط درجة الحرارة الصغرى °م (°ف)                    | −4.5 (23.9)                | −4.5 (23.9)                | −0.5 (31.1)                | 4.9 (40.8)                 | 10.2 (50.4)                | 14.6 (58.3)                | 16.8 (62.2)                | 16.1 (61.0)                | 11.3 (52.3)                | 6.0 (42.8)                 | 1.0 (33.8)                 | −2.9 (26.8)                | 5.7 (42.3)                 |
| أدنى درجة حرارة °م (°ف)                              | −26.3 (−15.3)              | −24.4 (−11.9)              | −20.2 (−4.4)               | −7.9 (17.8)                | −1.5 (29.3)                | 5.5 (41.9)                 | 9.2 (48.6)                 | 6.6 (43.9)                 | −5.0 (23.0)                | −7.6 (18.3)                | −16.2 (2.8)                | −22.2 (−8.0)               | −26.3 (−15.3)              |
| الهطول مم (إنش)                                      | 30 (1.2)                   | 29 (1.1)                   | 28 (1.1)                   | 32 (1.3)                   | 41 (1.6)                   | 57 (2.2)                   | 47 (1.9)                   | 36 (1.4)                   | 45 (1.8)                   | 36 (1.4)                   | 38 (1.5)                   | 35 (1.4)                   | 453 (17.8)                 |
| متوسط الأيام الممطرة                                 | 9                          | 7                          | 9                          | 12                         | 11                         | 11                         | 9                          | 6                          | 9                          | 9                          | 12                         | 10                         | 114                        |
| متوسط الأيام المثلجة                                 | 11                         | 10                         | 6                          | 0                          | 0                          | 0                          | 0                          | 0                          | 0                          | 0.3                        | 4                          | 8                          | 39                         |
| متوسط الرطوبة النسبية (%)                            | 86                         | 83                         | 78                         | 69                         | 66                         | 66                         | 63                         | 62                         | 69                         | 77                         | 85                         | 87                         | 74                         |
| ساعات سطوع الشمس الشهرية                             | 62.0                       | 84.8                       | 148.8                      | 213.0                      | 269.7                      | 309.0                      | 325.5                      | 319.3                      | 231.0                      | 136.4                      | 84.0                       | 34.1                       | 2٬217٫6                    |
| ساعات سطوع الشمس اليومية                             | 2.0                        | 3.0                        | 4.8                        | 7.1                        | 8.7                        | 10.3                       | 10.5                       | 10.3                       | 7.7                        | 4.4                        | 2.8                        | 1.1                        | 6.1                        |
| المصدر #1: Pogoda.ru.net                             |                            |                            |                            |                            |                            |                            |                            |                            |                            |                            |                            |                            |                            |
| المصدر #2: الأرصاد الجوية الألمانية (sun, 2004–2012) |                            |                            |                            |                            |                            |                            |                            |                            |                            |                            |                            |                            |                            |

## اتفاقيات توأمة
لخِرسون اتفاقيات توأمة مع كل من:
- زالاجيرسيج
- شومن
- كالينينغراد (2002)

## أعلام
- لاريسا لاتينينا
- موشيه شاريت
- فيكتور كوفالينكو
- جون هوارد
- إرنست بانغ

## وصلات خارجية
- موقع خِرسون الإداري
- بوابة خِرسون